# Dinâmica de voo (satélites)

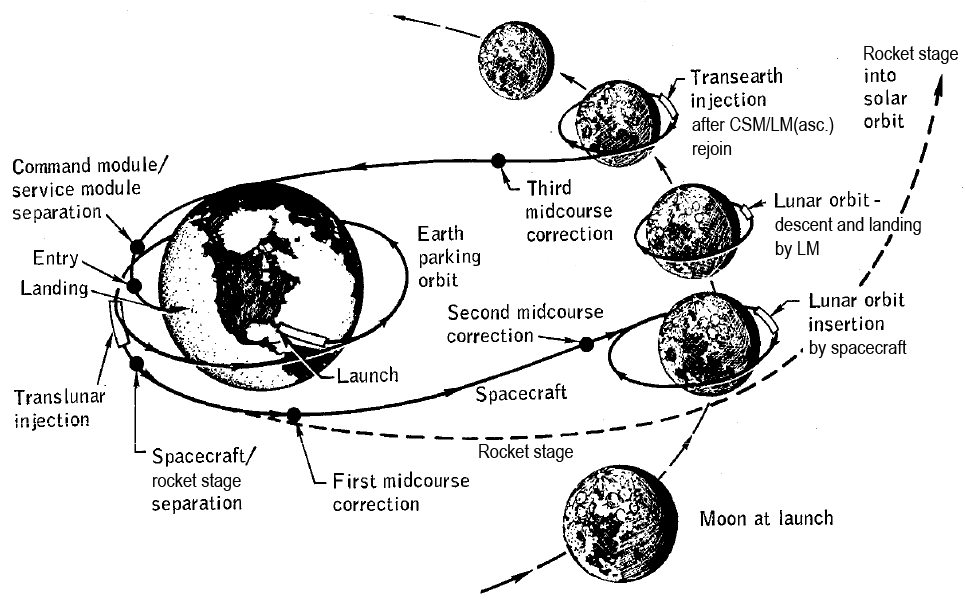
Perfil da missão de pouso da Apollo Moon. Derivado do perfil da missão Apollo 8

A dinâmica de voo em espaçonaves é a ciência de controle e orientação de veículos espaciais em três dimensões. Dinâmica de voo (em inglês: Flight Dynamics) é um termo com origem aeronáutica, ainda que corretamente aplicado à astronáutica, a denominação mais comum é Guiagem, Navegação e Controle (GNC), às vezes denominado Guiamento, Navegação e Controle (em inglês: Guidance, Navigation, and Control). 
Existem três parâmetros críticos para a dinâmica de voo que são os ângulos de rotação em três dimensões tem torno do centro de massa do veículo. São eles: pitch, roll e yaw. 
- Pitch é o movimento em torno do eixo horizontal, perpendicular ao eixo longitudinal. Também é chamado de arfagem, é o popular "levantar e abaixar o nariz".

- Roll é o movimento em torno do eixo horizontal, na direção do eixo longitudinal. Também chamado de rolagem.

- Yaw é o movimento em torno do eixo vertical, perpendicular ao eixo longitudinal. Também chamado de guinada.

Para uma espaçonave, um parâmetro adicional é a translação no espaço, que define a mudança do veículo de uma órbita para outra.
A atitude de um veículo é a orientação do mesmo, tomando-se um referencial definido. Controle de atitude para satélites se refere às técnicas que são empregadas para manter a atitude do satélite dentro de uma faixa de valores pré-definidos.
A dinâmica de atitude é a modelagem da mudança de orientação e posição de um veículo, devido a forças externas agindo sobre o corpo do veículo. Controle de Atitude é a manipulação intencional e controlada das forças exteriores (utilizando atuadores do veículo) para estabelecer uma atitude desejada, enquanto Determinação de Atitude  é a utilização de sensores do veículo para verificar a atitude atual do veículo.
A física e a matemática envolvida no tratamento dessas atividades são bem conhecidas, mas campo é bastante ativo com relação a aplicações práticas e tópicos avançados.

## Controle de Atitude
Controle de atitude é o controle da orientação do veículo em relação a um sistema inercial de referência.
Para o controle da atitude de um veículo, são necessários sensores para definir a atitude atual do veículo, atuadores para aplicar o torque necessário para reorientar o veículo para a atitude desejada, e algoritmos para comandar os atuadores baseados em (1) medidas dos sensores da atitude corrente e (2) especificação da atitude desejada. O campo de estudo integrado que combina sensores, atuadores e algoritmos é chamado Guiagem, Navegação e Controle.

## Sensores

### Sensores de atitude relativa
Alguns sensores geram resultados que refletem a taxa de mudança de atitude. Estes exigem uma atitude inicial conhecida, ou informações externas para usá-las para determinar a atitude. Muitos desta classe de sensor tem um pouco de ruído, levando a erros se não for corrigida por meio de sensores atitude absoluta.

#### Giroscópio
Giroscópios são sensores que monitoram a rotação de um corpo em um espaço tridimensional, sem precisar de observar objetos externos. Normalmente, giroscópios consistem em uma massa em rotação, mas também podem ser utilizados giroscópios a laser, que utilizam luz coerente refletida em torno de um caminho fechado.
Outro tipo é um giroscópio ressonador hemisférico, onde um cristal em forma de uma taça de vinho pode ser forçado a oscilar da mesma forma como um copo de vinho "canta" quando um dedo é esfregado em torno de sua borda. A orientação dessa oscilação é fixo no espaço inercial. Assim, medindo a orientação da oscilação em relação à nave pode-se detectar o movimento da nave espacial com relação ao espaço inercial.

### Sensores de atitude absoluta
Esta classe de sensores detecta a posição ou orientação da nave em relação a campos, objetos ou outros fenômenos fora da nave.

#### Sensor de horizonte
Um Sensor de horizonte é um instrumento óptico utilizado para detectar a luz emitida pela 'orla' da atmosfera da Terra, i.e., o horizonte. São utilizados sensores infravermelhos para detectar o calor da atmosfera terrestre, que é muito quente se comparado com o frio do espaço. Este sensor provê orientação em relação à Terra, com dois eixos ortogonais. Ele tende a ser menos preciso do que sensores baseados em observação estelar. É às vezes chamado de Sensor de Terra.

#### Bússola giroscópica orbital
Funciona de forma similar a uma bússola giroscópica terrestre, utilizando um pêndulo para determinar a gravidade local e obrigar o seu giroscópio a se alinhar com o vetor de rotação da Terra, e portanto apontar para o norte, uma bússola giroscópica orbital utiliza um sensor de horizonte para encontrar o centro da Terra, e um giroscópio de rotação sobre um eixo perpendicular ao plano da órbita. Assim, os sensores de horizonte fornecem medições arfagem e rolagem, enquanto o giroscópio fornece guinada.

#### Sensor solar
Um sensor solar é um aparelho que monitora a direção do Sol. Pode ser tão simples que utilize uma célula solar e sombras ou tão complexo que utilize um telescópio, dependendo dos requisitos da missão.

#### Sensor terrestre
Um sensor terrestre é um aparelho que monitora em que direção a Terra está. Normalmente é uma câmera de infravermelho; atualmente o método mais utilizado para monitorar a atitude de uma nave é o rastreador de estrelas, mas sensores terrestres continuam sendo utilizados em satélites, devido ao baixo custo e confiabilidade.

#### Rastreador de estrelas
O rastreador de estrelas é um dispositivo óptico que mede a posição de estrelas utilizando uma fotocélula ou uma câmera. 
Vários modelos de rastreadores de estrelas estão disponíveis atualmente. Rastreadores de estrelas, que requerem alta sensibilidade, podem ser confundidos pela luz solar refletida a partir da nave espacial, ou plumas de gás de escape do motor de uma nave espacial (ou a reflexão da luz solar ou de sujeira da janela do rastreador de estrelas). Na verdade, esses sensores são suscetíveis a uma variedade de erros juntamente com uma variedade de erros devidos à óptica (aberração esférica, aberração cromática,...). Existem aproximadamente 57 estrelas que são utilizadas como referência. Porém, para missões mais complexas, todas as estrelas conhecidas podem ser utilizadas para determinar a orientação da espaçonave. Um catálogo estelar típico para a determinação de atitude com alta fidelidade é derivado de um catálogo base (por exemplo do Observatório Nacional) que é então filtrado para retirar estrelas que podem ser problemáticas, por exemplo que tenham variação na magnitude aparente ou cor indefinida, ou que tenha a localização não confiável. Esses tipos de catálogos estelares podem possuir milhares de estrelas catalogadas, que podem ser armazenadas na memória de uma espaçonave, ou então podem ser processadas utilizando ferramentas na estação de controle em terra e então enviadas para a espaçonave.

#### Magnetômetro
Um magnetômetro é um aparelho que monitora um campo magnético e, utilizando um eixo triaxial, informar a direção do campo magnético. Como um aparelho auxiliar para a navegação em uma espaçonave, a direção do campo magnético é comparado a um mapa do campo magnético terrestre, armazenado na memória da nave ou na estação de controle em terra. Se a posição da espaçonave é conhecida, então a atitude pode ser inferida.

## Algoritmos
Algoritmos de controle são programas de computador que recebem os dados dos sensores do veículo e calculam os comandos apropriados para os atuadores para rotacionar o veículo para a atitude desejada. Dependendo da missão, esses algoritmos podem ser muito simples ou complexos. Normalmente, os algoritmos de controle de atitude fazem parte do software executado na nave, que recebe comandos de terra baseados nos dados de telemetria transmitidos pela nave.

## Atuadores
Controle de atitude pode ser conseguido por vários mecanismos, como:

### Propulsores
Propulsores são a mais comum forma de controle de atitude. Propulsores (muitas vezes foguetes monopropelentes), podem ser organizados em volta da espaçonave, provendo um controle de estabilização triaxial. Existem limitações como utilização de combustível, desgaste do motor e ciclos das válvulas de controle. A eficiência do combustível utilizado para o sistema de controle de atitude é determinado pelo impulso específico (essencialmente, a velocidade de exaustão do foguete) e pelo torque que o impulso pode fornecer. Na prática, o giro do veículo é reduzido em uma taxa equivalente a essas variáveis. Normalmente são utilizados pequenos impulsos do propulsor em uma determinada direção, e então, após alguns segundos, um outro impulso no sentido oposto é utilizado para manter a orientação desejada. Para diminuir as limitações impostas pelo consumo de combustível durante as missões, sistemas de controle de atitude auxiliares podem ser utilizados para manter a rotação do veículo a níveis baixos, utilizando pequenos propulsores que aceleram eletricamente gases ionizados a altíssimas velocidades, utilizando energia gerada em células solares.

### Estabilização por rotação
Todo o veículo espacial pode ser girado até estabilizar a orientação em um eixo único. Este método é amplamente utilizado para estabilizar a fase final de um veículo lançador. Toda a nave, juntamente com um motor de foguete sólidos são girados em torno do eixo do foguete de propulsão, em uma "mesa de giro" orientado pelo sistema de controle de atitude da parte inferior do local no qual a mesa de giro está montada. Quando a órbita final é alcançada, o satélite pode ter o giro cessado por diversos meios, ou pode continuar girando. Giro de estabilização de satélites só é aplicável a missões com um eixo principal de orientação que não precisa mudar drasticamente ao longo da vida útil do satélite e não há necessidade de alta precisão na orientação. Também é útil para as missões com instrumentos que devem fazer a varredura do campo de estrelas ou da superfície da Terra ou na atmosfera.

### Volantes de inércia
São rotores de motores elétricos projetados para girar no sentido oposto ao que seria necessário para reorientar o veículo. Como esses volantes de inércia possuem apenas uma pequena fração da massa da nave e são controlados por computador, eles proporcionam um controle preciso do controle de atitude. Volantes de inércia são normalmente suspensos em rolamentos magnéticos, para que não tenham problema com perda de rotação devido a atrito. Para manter a orientação no espaço tridimensional, são necessário pelo menos dois rotores, com unidades adicionais para prover proteções simples contra falhas.

### Giroscópio de controle de momento
São rotores que se mantêm girando a uma velocidade constante, montados em eixos cardã para fornecer controle de altitude. Enquanto um GCM fornece controle sobre os dois eixos ortogonais ao eixo de rotação do giroscópio, para um controle triaxial é exigido duas unidades. O GCM é um pouco mais caro em termos de custo e de massa, uma vez que os giroscópios e os motores utilizados para sua rotação devem ser levados em conta. O torque máximo (mas não a variação do momento angular máxima) exercido por um GCM é maior do que o exercido por uma roda de impulso, tornando-o mais adequado às naves espaciais de grande porte. A principal desvantagem é a complexidade adicional, que aumenta o número de pontos de falha. Por esta razão, a Estação Espacial Internacional usa um conjunto de quatro GCMs para fornecer tolerância dupla a falhas.

### Vela solar
Pequenas velas solares, (dispositivos que produzem pressão como uma força de reação induzida ao refletir a luz incidente) podem ser usadas para fazer o controle de atitude e de pequenos ajustes de velocidade. Esta aplicação pode economizar grandes quantidades de combustível em uma missão de longa duração, produzindo momentos de controle, sem utilização de combustível. Por exemplo, a Mariner 10 ajustou a sua atitude utilizando suas células solares e antenas como pequenas velas solares.

### Estabilização por gradiente de gravidade
Em órbita, uma nave espacial com um eixo muito mais longo do que os outros dois eixos, se orienta espontaneamente para que o seu eixo mais longo se oriente para o centro de massa do planeta. Este sistema tem a virtude de não necessitar de sistema de controle ativo ou gastos de combustível. O efeito é causado por uma força de maré. A extremidade superior do veículo sente menos os efeitos gravitacionais do que a extremidade inferior. Isso proporciona um torque de restauração sempre que o eixo se desalinha com a direção da gravidade. A não ser que alguns meios de amortecimento sejam fornecidos, a sonda irá oscilar em torno da vertical local. Às vezes, amarras são utilizadas para conectar duas partes de um satélite, para aumentar o torque de estabilização. Um problema com tais amarras é que meteoroides tão pequenos quanto um grão de areia podem separá-los.

### Torque magnético
Bobinas ou (em satélites muito pequenos) ímãs permanentes exercem um momento contra o campo magnético local. Este método só funciona quando existe um campo magnético contra o qual se vai reagir. Um clássico campo de "bobinas" forma uma corrente condutora em um campo magnético planetário. Tais correntes condutoras também geram energia elétrica, devido ao decaimento orbital. Por outro lado, induzindo uma contracorrente, usando a energia gerada por uma célula solar, a órbita pode ser aumentada. Devido à variabilidade enorme no campo magnético da Terra a partir de um campo ideal radial, as leis de controle baseadas em torques acoplados, são altamente não-lineares.

### Controle de atitude puramente passiva
Existem dois tipos principais de controle passivo de satélites. O primeiro utiliza gradiente de gravidade, e isso leva a quatro estados estáveis com o eixo longitudinal (eixo com menor momento de inércia) apontando para a Terra. Como este sistema tem quatro estados estáveis, caso o satélite deva ter uma orientação preferencial, por exemplo, no caso de uma câmera apontada para o planeta, é necessário haver alguma outra forma para virar o satélite para suas posições necessárias.
O outro sistema passivo orienta o satélite ao longo do campo magnético da Terra, graças a um ímã. Esses sistemas de controle de atitude puramente passiva tem precisão de direção limitada, pois o veículo sempre irá oscilar em torno de pontos mínimos de energia. Esta desvantagem é superada pela adição de amortecedores, que podem ser viscosos. O amortecedor viscoso é um pequeno tanque de fluido inserido na nave espacial, possivelmente com defletores internos para aumentar a fricção interna. A fricção dentro do amortecedor, gradualmente irá converter a energia da oscilação em calor que deverá ser dissipado.